# 洪致文
洪 致文（こう ちぶん、1970年12月21日 - ）は、台湾台北市出身の鉄道作家、地理学者、気象学者。鉄道文化関連の書籍を多数執筆している。
専攻分野においては、中国文化大学大気科学系（気象科学部）を経て現在は国立台湾師範大学地理学系（地理学部）で教鞭を執っている。
研究分野は台湾の鉄道史、鉄道文化、台湾の航空史、戦争遺跡、アジア・オーストラリアモンスーンシステム、気候変動、台湾の気候、
気象史、古蹟研究など幅広い分野にわたっている。文章や著作では批判的思考による論調が多いとされている。そのため代表作の「台灣鐵道印象」で扱った1990年代の台湾鉄路管理局についての批判的記述が多くの賛同を呼んだ。
国立台湾大学の鉄道研究サークル（台大火車社）設立人、およびNGO/NPO団体の中華民国鉄道文化協会共同創設者であり、理事も務めたこともある。協会での活動を通じて鉄道文化、鉄道趣味の啓蒙や鉄道文化資産の保全に積極的に行っているほか、協会発行の定期鉄道雑誌「鐵道情報」で総編集長（繁体字中国語: 總編輯）も歴任し、ライターとしても寄稿している。鉄道以外の交通分野も含めた広範な交通文化遺産の保護、啓蒙を目的とした台湾交通文化資産保存学会常務理事も務める。
2019年10月より2021年7月まで台北機廠鉄道博物館構想のために文化部が設立した国家鉄道博物館準備処の初代主任。

## 家系
| 急公好義坊 |  | 二二八公園に展示されている騰雲号機関車の解説文 |
| 急公好義坊 |  | 二二八公園に展示されている騰雲号機関車の解説文 |

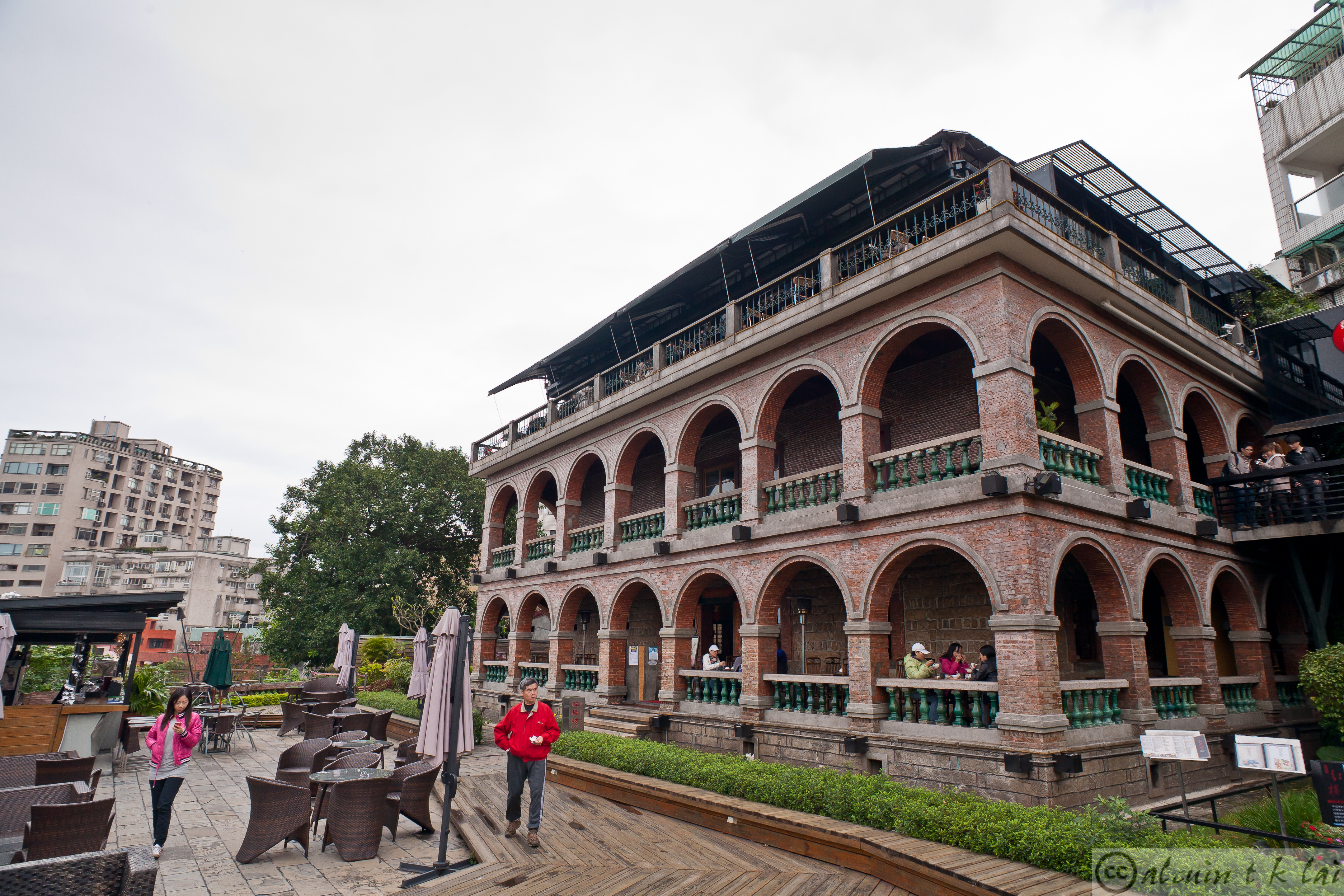
淡水紅樓

清朝統治時代の大陸出身の実業家洪騰雲（1819 - 1899）の望族家系。

騰雲は慈善事業にも熱心で、インフラ事業に資金提供を申し出たり、当時台南でしか行われていなかった科挙の試験会場として台北城付近の土地を提供したため、1887年に当時の台湾巡撫である劉銘伝がその功績を称えるべく敷地内に牌坊を建立した。1905年に牌坊は新公園（現在の二二八和平公園）に移された。
曾祖父で騰雲の孫にあたる以南（1871年 - 1927年）は弁務署（地方行政単位）の参事、台北庁参事、淡水街街長（1920-1924年、現在の淡水区長に相当）などを歴任した実業家、詩人。
祖父の長庚（1893年 - 1966年）は日本統治時代からの医師。学生時代は台湾総督府国語学校で岡本要八郎に師事、その後医学生として15歳時に日本へ留学、京都に住み込みながら府立大阪医科大学（現在の大阪大学医学部）を卒業、東京帝国大学で講師を務め、眼科学博士課程を修了。
台湾に戻ってからは淡水区に住居として達観楼（現在の淡水紅楼）を構え、戦前戦後にわたって台北の大稲埕地区円環付近に達観眼科を開業、戦後は台北市医師公会理事なども歴任していた。
当時発見された北投石の保有者でもあった。
北投公園内に建てられていた恩師岡本の石碑「岡本翁頌德碑」が戦後行方不明になり、再発見された際は診療所内で一時保管していた。診療所の改築に伴い北投善光寺に正式に移設することになり1963年3月29日にて除幕式を迎えた。
長庚は妻との間に致文の父を含む6男4女をもうけた。実弟の小児科医だった我鈞は同じく大阪医科大出身で、致文の大叔父にあたる。
父の達雄は私立大同大学電機工程系（電気工学部）教授。
致文の叔父の一人である洪祖仁は、日本の「レイル」誌31号に「台湾に渡った4100形」という記事を寄稿したり、戒厳令下の鉄道写真（廃止前の新店線や淡水線を含む）を撮影するなどの熱心な鉄道研究家であるとともに、園芸家。
他の叔父である祖恩は国立台湾大学医学系卒業後に達観眼科を継いだ。祖培は台大医院医学系神経学科教授。
| 祖父・洪長庚 |  | 曾祖父・洪以南 |
| 祖父・洪長庚 |  | 曾祖父・洪以南 |

## 生い立ちと鉄道趣味
台大在学時の1990年には日刊紙の中国時報で早くもコラムの連載を始めており、国内外の鉄道記事を執筆していた。（#外部リンク参照）
写真家としては、戒厳令下の台湾でリスクを厭わず数々の写真を撮影してきた国内鉄道趣味界における重鎮とされる古仁榮の薫陶を受けている。在学中に創設したサークル「火車社」では1993年に訪日旅行を計画したが、当時は徴兵前の男子学生は出国が困難だった。日本語に堪能で慶應義塾大学鉄道研究会の名誉会員だった古の助力により、慶応大からの招聘という名目で無事に日本入国を果たしている。
2005年には台大および台大火車社の後輩となる古庭維を鐵道情報のライターとして勧誘し、その後の共著も多い。
1990年代に廃止された台鉄旧山線については、歴史的意義という観点から観光振興目的でのレールバイク化には文化資産としての価値を毀損するものと批判的であり、蒸気機関車のリバイバル運転に際し、その排煙が環境保護の観点から批判を受けていることに対しても同様に無煙化の動きに反対している。

## 学歴
- 1983年 - 台北市立蓬莱国民小学（中国語版）卒業[23][24]
- 1989年 - 私立延平高級中学卒業
- 1993年 - 国立台湾大学大気科学系卒業
- 1999年 - 米国カリフォルニア大学ロサンゼルス校（UCLA）大気・海洋科学（Atmospheric & Oceanic Sciences）碩士課程修了。
- 2003年 - 同大気科学系博士課程修了

## 経歴
学界
- 中国文化大学大気科学系 助理教授

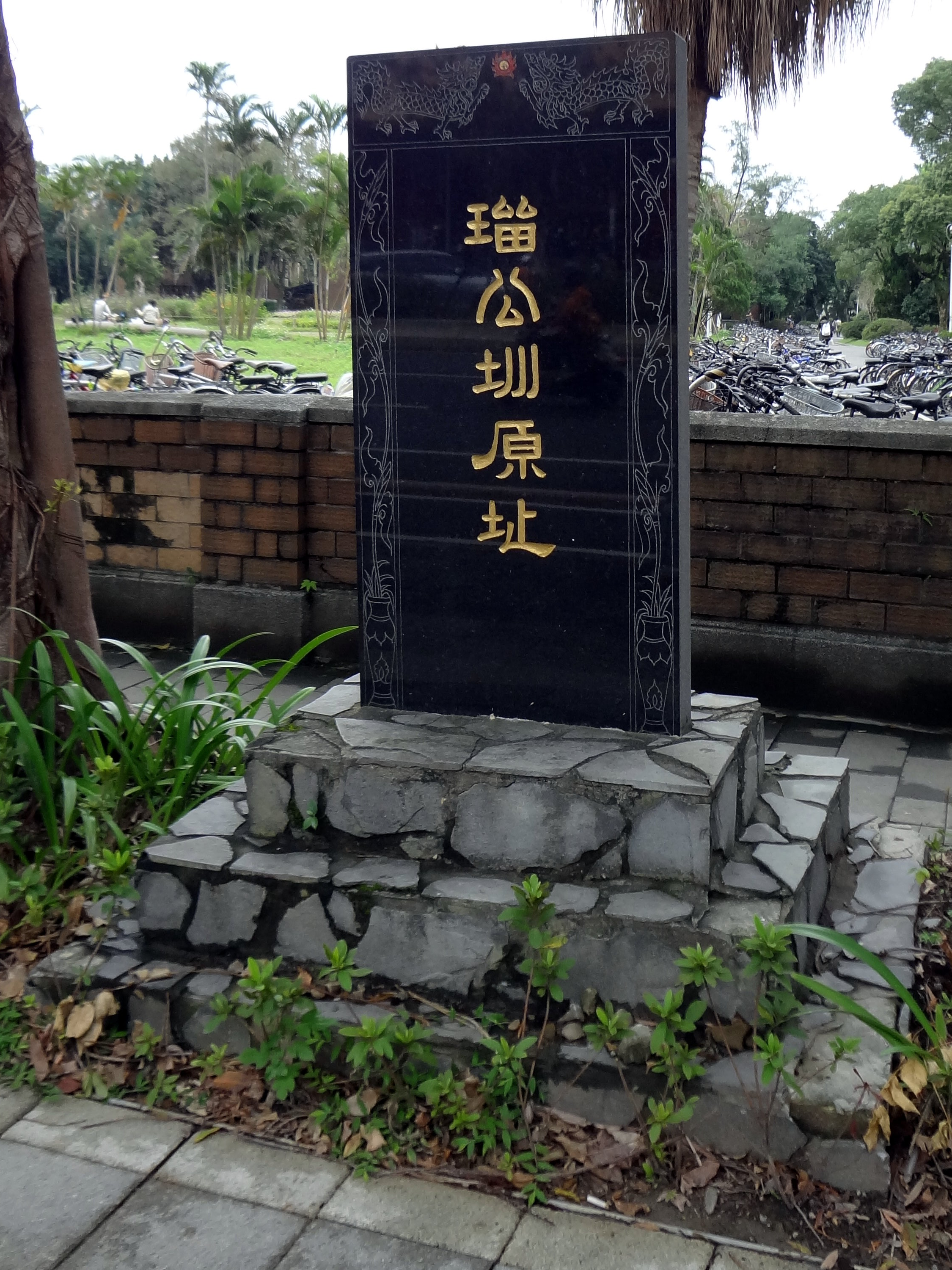
瑠公圳原址碑

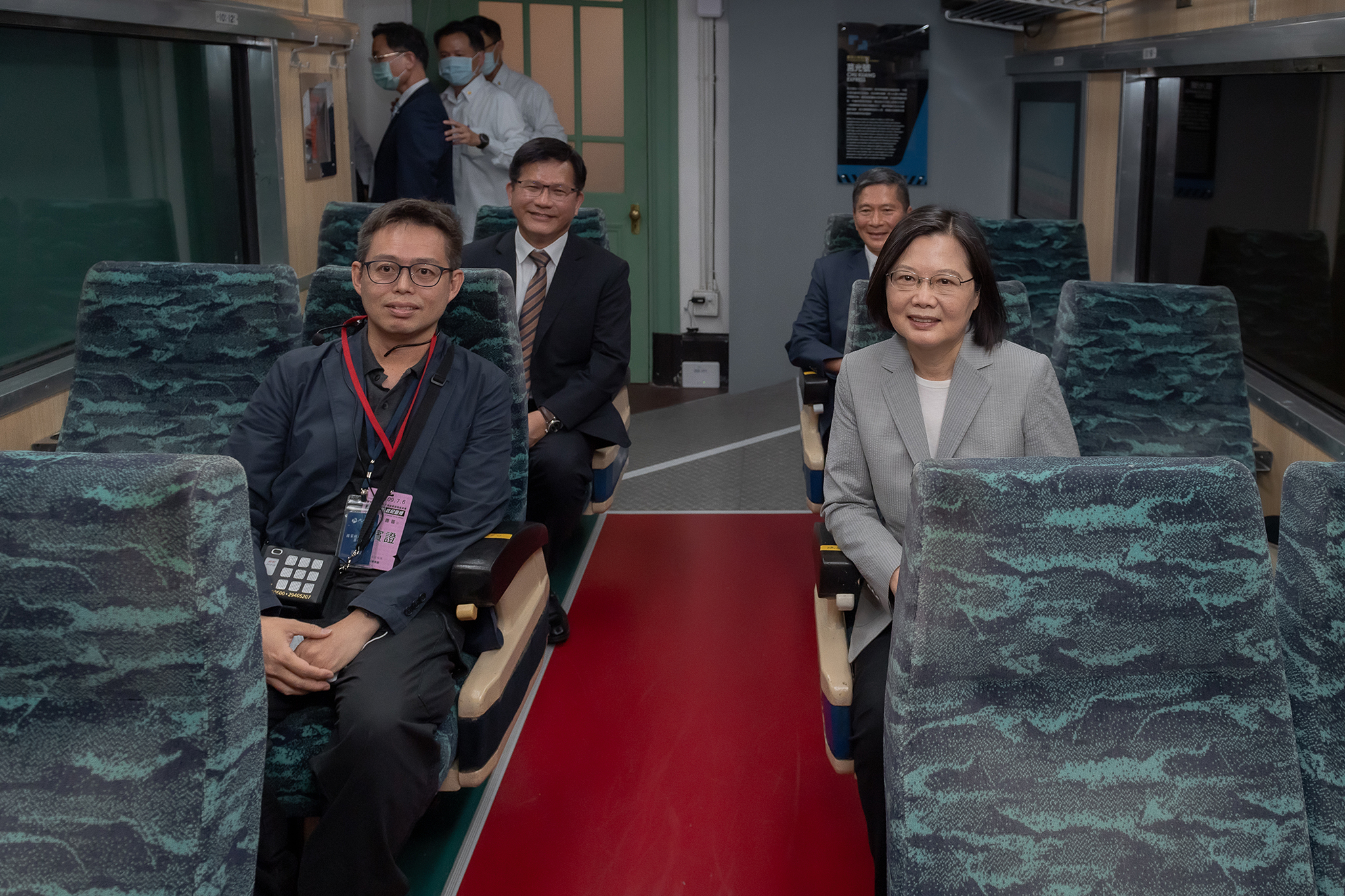
総督府鉄道部庁舎がリニューアルされた国立台湾博物館鉄道文化園区で総統蔡英文、当時の交通部長林佳龍らと（2020年7月。前列左）

- 国立台湾師範大学地理学系 助理教授（准教授に相当）
- 同地理学系 副教授
- 同地理学系 教授
- 中央気象局科学技術研究センター 専任副研究員

鉄道界
- 中華民国鉄道文化協会[25]
  - 《鐵道情報》ライター、元総編集長（總編輯）
  - 理事(第一、五次：1995-1998、2007-2011)
  - 同常務理事(第四次：2004-2007)
  - 同監事（第六次：2011-2014）
- 台湾高速鉄路公司 文化資産保存委員
  - 台湾高鐵車内雜誌「T-PLUS」（2011年まで文化協会が発行） 編集顧問
- 社団法人台湾交通文化資産保存学会初代常務理事（第一次：2017-[26]）
- 国家鉄道博物館準備処初代主任（第一次：2019年10月-2021年7月）

家系上、代々受け継いできた台北周辺の歴史的資料も多数保有しており、地理学の専門家として郷土史にも造詣が深い。2010年には来日し、「第2次世界大戦における台湾空襲」のテーマで講演している。
戦前の台北市内の人工河川堀川は近辺を流れていた「瑠公圳」（新北市）と混同されてきたため、1983年に台北市文献委員会により原址碑が建立されたときに誤った名称が使われたとして、河川復元事業を構想する市長の柯文哲に対し、正式名称採用を提唱、母校である台大関係者や大安区大学里の住民とともに運動を展開した。
また「台北好好看」という容積率緩和政策を通じて緑地化と老朽マンションの淘汰を図っていた台北市政府に対しても、「建築は文化保存と原型保存に立脚すべき」との鉄道趣味によって培われた持論を以って批判的だった。
2019年10月より中華民国文化部傘下に設立された「国家鉄道博物館準備処」主任として台北機廠の鉄道博物館化事業で中心的役割を担う。なお2017年に日本から国鉄583系電車が台北機廠へ寄贈・展示された際の日台間輸送業務や、修復や資料蒐集での入札で審査を務めるなど就任前から同機廠の事業に深くかかわっていた。

## 著書一覧
18歳時に延平高中の校内誌「延平青年」第22期において自身最初となる鉄道関連作文「再見淡水線（さよなら淡水線）」を発表した。その後現在に至るまで10冊以上の鉄道専門書を上梓している。

### 鉄道関連
1. 1992年：台湾鉄道伝奇（繁体字中国語: 台灣鐵道傳奇） - 時報文化出版（中国語版）、ISBN 9571305081[注釈 2]
2. 1993年：台湾火車的故事（台灣火車的故事） - 時報文化出版、ISBN 9571306568）
3. 1994年：阿里山森林鉄路紀行（阿里山森林鐵路紀行） - 時報文化出版、ISBN 9789571309828）
4. 1996年：台湾鉄道趣味漫談（台灣鐵道趣味漫談） - 時報文化出版、ISBN 9789571321011
5. 1998年：台湾鉄道印象（台灣鐵道印象）上・下巻 - 南天書局出版、ISBN 9789576384622（上巻）、ISBN 9789576384622（下巻）[注釈 3]
6. 2000年：鉄道世界漫遊（鐵道世界漫遊） - 時報文化出版、ISBN 9789571331133
7. 2001年：珍蔵世紀台湾鉄道．幹線鉄道編（珍藏世紀台灣鐵道．幹線鐵路篇） - 時報文化出版、ISBN 9789571332840
8. 2001年：珍蔵世紀台湾鉄道．地方鉄道編（珍藏世紀台灣鐵道．地方鐵道篇） - 時報文化出版、ISBN 9789571332857
9. 2001年：青春晃舞．日本鉄道紀行（青春晃舞．日本鐵道紀行） - 時報文化出版、ISBN 9789571335469
10. 2003年：鉄道電影院（鐵道電影院） - 時報文化出版、ISBN 9789571339757
11. 2003年：台湾の美（台灣之美） - 未来書城、ISBN 9789867584090
12. 2006年：鉄道時光（鐵道時光） - 玉山社出版、ISBN 9789867375827
13. 2011年：台湾鉄道文化志（台灣鐵道文化志） - 遠足文化出版、ISBN 9789866731716[36]
14. 2017年：台鉄全車両 ディーゼル機関車 気動車（台鐵全車輛 柴油機車 柴油客車）ISBN 978-957-43-4650-9

#### 寄稿・共著
1. 1996年：台湾古老火車站（台灣古老火車站） - 李欽賢との共著、玉山社出版、ISBN 9579361282
2. 2016年：（推薦文寄稿）哈瑪星台湾鉄道館：台湾百年鉄道縮図（哈瑪星台灣鐵道館：台灣百年鐵道縮影） - 晨星出版、ISBN 9789864432042

#### 鉄道文化協会刊行物
1. 1995年：体験台鉄（體檢台鐵1988-1995） - 鄭銘彰、許乃懿らとの共著、中華民國鐵道文化協會出版、ISBN 9579933502
2. 2012年：（中文版翻訳）台湾蒸気機関車紀行（台灣蒸汽火車紀行） - 谷口孝志著、中華民國鐵道文化協會出版、ISBN 978-957-99335-4-4
3. 2014年：台鉄花車百年史[注釈 4]（台鐵花車百年史） - 中華民国鉄道文化協会出版、ISBN 978-957-99335-5-1[37]

#### 政府刊行物
1. 2007年：（沿著輕軌私遠足----烏來台車與台車博物館的故事） - 陳顏，李杰穎著[注釈 5]、 行政院農業委員会林務局新竹林区管理処出版、ISBN 9789860105131
2. 2015年：百年輪転。台湾鉄道（百年輪轉。臺灣鐵道） - 国立台湾博物館出版、ISBN 9789860467055[38]

### 航空・気象学・地理学
1. 1996年：鉄道ファンの航空世界（SkyTrain．鐵道迷的航空世界） - 雄飛社出版
2. 2007年：台湾気象伝奇（台灣氣象傳奇） - 玉山社出版、ISBN 9789866789106
3. 2010年：最新台湾気候図集（最新台灣氣候圖集） - 国立師範大学地理系出版、ISBN 9789577525871
4. 2013年：台北帝国大学気象学講座物語（臺北帝大氣象學講座物語） - 師範大学地理系気候実験室室出版、ISBN 9789577528919
5. 2015年：不沈空母：台湾島内飛行場百年発展史（不沈空母：台灣島內飛行場百年發展史 - 自費出版 ISBN 9789574325153[39]

### その他
1. 2010年：台湾漢詩人洪以南の現代文明旅行足跡（臺灣漢詩人洪以南的現代文明旅遊足跡） - 国立師範大学出版、ISBN 9789577525918
2. 2016年：看見師大校園（主編） - 国立師範大学出版中心出版、ISBN 9789865624194
3. 2016年：像我們這樣的文化恐怖分子：文化資產與城市記憶守護筆記 - 前衛出版社（中国語版）、ISBN 9789578018051